# Hunter: The Reckoning
Hunter: The Reckoning è un gioco di ruolo prodotto dalla White Wolf e ambientato nel Mondo di tenebra.
Rispetto ad altre serie del Mondo di tenebra Hunter non esplora società segrete di creature sovrannaturali fondate da secoli, preferendo gettare i giocatori in un mondo di pericoli e misteri. I giocatori assumono il ruolo di cacciatori umani a cui entità misteriose hanno dato donato il potere di combattere il sovrannaturale. Queste persone procedono a cacciare i mostri, per ucciderli, stringendo accordi o guidandoli verso la redenzione. I messaggeri rimangono sullo sfondo e permettono alle persone a cui hanno dato i poteri di usare come preferiscono i poteri acquisiti.
In altre serie e supplementi del Mondo di Tenebra erano già apparsi come antagonisti dei personaggi dei cacciatori di mostri. Questi gruppi sono però molto differenti dai cacciatori, erano persone normali che cercano di combattere i mostri, ordini antichi (come gli Shi o la Leopoldo Society/Inquisizione) che hanno protetto l'umanità per secoli o agenzie governative (Project Twilight e Strike Force Zero), simili a quelle di X-Files e dotate di un equipaggiamento tecnologicamente avanzato per cacciare i mostri.

## Storia editoriale
La White Wolf usò l'evento annuale del 1999, il Year of the Reckoning, per lanciare la sesta linea moderna del Mondo di tenebra: Hunter: The Reckoning, che permette ai giocatori di assumere il ruolo di esseri umani.
Diversamente da altri splatbook del Mondo di tenebra i poteri degli Hunter non sembrano avere una crescita lineare, e un'edge (i poteri degli hunter) può dare inizialmente un'abilità molto forte o più utile che uno più avanzato.
Con la chiusura nel 2004 di tutte le linee editoriali del Mondo di tenebra classico la metatrama di Hunter fu portata compimento nel volume World of Darkness: Time of Judgment. Il suo omologo nel Nuovo mondo di tenebra fu Hunter: The Vigil (2008), di cui furono pubblicati solo quattro volumi, ma numerosi supplementi digitali in formato pdf, incluse una mezza dozzina di avventure

## Ambientazione
I protagonisti del gioco, Hunter ("cacciatore"), sono esseri umani che un potere misterioso ha chiamato (Imbuing) a contrastare i mostri sovrannaturali donando loro una seconda vista che gli permette percepire gli esseri sovrannaturali. Ogni hunter ha un credo (creed) il suo approccio al sovrannaturale e dei poteri, detti edge, legati a questo credo.
Nel metaplot del Mondo di tenebra gli hunter sono dei nuovi arrivati e quindi sono disorganizzati e poco informati. In un gioco classico il gruppo è formato da un gruppo di protagonisti male assortiti che discuteranno su come attaccare o trattare con un mostro. Cercheranno di mantenere una parvenza di vita normale dando ai giocatori l'opportunità di esplorare i problemi che nascono dal vivere una doppia vita. Troveranno anche cercare di capire cosa significa davvero essere un mostro e cosa essere un umano, dato che incontreranno umani peggiori dei mostri e mostri genuinamente gentili.
La vita di un cacciatore è piena di pericoli. La benedizione dell'ignoranza è stata tolta loro e l'esistenza della manipolazione dell'umanità da parte delle forze sovrannaturali non può essere ignorata. Comunque il cacciatore non può semplicemente rivelare la loro esistenza alle autorità mondane, poiché sarebbero marchiati come folli. Le forze sovrannaturali controllano molti media, agenzie governative e forze di polizia; ogni tentativo di rivelare l'esistenza del sovrannaturale verrebbe soppresso da chi le controlla e loro sarebbero marcati come pazzi pericolosi da neutralizzare.
I cacciatori combattono una guerra disperata e clandestina contro forze antiche e inumane che manipolano l'umanità. Questi vedono il loro compito come riprendersi la notte da succhiasangue, bestie assassine, spiriti vendicativi e stregoni manipolatori. I cacciatori devono fronteggiare i peggiori incubi dell'umanità per poter svolgere il compito che si sono assegnati di "ereditare la terra".

### Credi e virtù
Gli hunter si differenziano radicalmente per personalità e tipo. Si differenziano per il metodo di trattare con i mostri e su come meglio proteggere l'umanità. Questo è definito da tre virtù che un hunter può seguire in modo attivo, valutativo e passivo:
Mercy ("pietà")Gli hunter che tendono a mostrare compassione verso creature dell'oscurità e cercano di persuaderle a volgersi alla luce seguono uno dei credi della pietà:
- Martyrs ("martiri"), che sacrificano tutto per la causa.
- Redeemers ("redentori"), che desiderano convertire i mostri alla luce.
- Innocents ("innocenti"), che si rifiutano di avere pregiudizi verso il sovrannaturale

Zeal ("zelo")Gli hunter che non perdonano, dogmatici nella loro convinzione che l'umanità è destinata a "ereditare la terra" e che le forze sovrannaturali oscure si oppongono a questo destino manifesto dell'umanità, tendono ad avere il credo Zeal. La tendenza di questi hunter è di essere i soldati/guerrieri in un gruppo di altri hunter e tendono ad essere lo stereotipo del "zombie-killer". Questi hunter fanno il loro sporco lavoro con una passione che pochi esseri umani possono comprendere.
- Avengers ("vendicatori"), che cercano vendetta per il danno fatto dalle forze dell'oscurità
- Judges ("giudici"), che cercano di punire i mostri sulla base di quanto hanno fatto.
- Defenders ("difensori"), che proteggono e salvaguardano gli innocenti dall'oscurità.

Vision ("visione")comprendere e raccogliere informazioni sono i doni principali di questa virtù. Originariamente destinati a guidare i cacciatori nella loro guerra contro i poteri sovrannaturali del mondo, un credo di questa virtù è selezionabile da un giocatore, mentre gli altri due sono considerati "perdute"
- Visionaries ("visionari"): Quelli che cercano di comprendere il grande significato dietro ai poteri ricevuti e l'esistenza del sovrannaturale.
- Waywards ("ribelli"): cacciatori che sono diventati estremamente violenti verso l'oscurità. Molti di questi soffrono di qualche deviazione mentale. Avrebbero dovuto essere gli strateghi e tattici dei cacciatori, ma non potendo mai escludere la seconda vista sono soggetti a visioni sovrannaturali in ogni momento, causando loro estremi traumi mentali. Sebbene alcuni riescano a gestire questo stress mentale, la costante visione del sovrannaturale può trasformarli in killer psicotici. A causa di queste psicosi o di una violenta rabbia indotta dalla trasformazione in cacciatori spesso sentono solo il bisogno di distruggere il nemico, senza curarsi dei gravi danni collaterali causati dai loro metodi estremi.

- Hermits ("eremiti"): cacciatori che ricevono un costante rumore bianco psichico quando sono vicini ad altri cacciatori o ad esseri sovrannaturali. Avrebbero dovuto essere il contatto tra i cacciatori e chi ha donato loro i poteri. Lo sfortunato effetto collaterale dei loro poteri causa però una debilitante ansietà sociale nelle vicinanze di ogni essere sovrannaturale.

### Hunter-Net
I cacciatori comunicano tra loro mediante un forum chiamato "Hunter-net" posto sul sito fittizio www.hunter-net.org. Sebbene il sito sia relativamente sicuro, nel metaplot almeno un essere sovrannaturale si è infiltrato e a un certo punto venne smantellato dal suo amministratore (dal nickname di Witnesss1), che cancellò diversi utenti. Successivamente Witness1 dichiarò che il suo profilo era stato hackerato.

## Manuali
Sono stati pubblicati i seguenti manuali:
- Hunter: The Reckoning, WW8100, ISBN 1-56504-735-4
- Justin Achilli, Joshua Mosqueira Asheim, Geoff Grabowski, Matthew McFarland, Aaron Rosenberg, Dean Shomshak, Lucien Soulban, Night of Prophecy, 2000, WW8265, ISBN 1-56504-229-8
- Hunter Players Guide, WW8120, ISBN 1-58846-700-7
- Kraig Blackwelder, Hunter Storytellers Companion, 1999, WW8101, ISBN 1-56504-736-2. Schermo del master, abilità e poteri aggiuntivi per i personaggi.
- Hunter Storytellers Handbook, 2001, WW8121, ISBN 1-58846-701-5. Supplemento per il narratore, che approfondisce l'ambientazione e gli antagonisti dei giocatori.
- Rick Chillot, Tim Dedopulos, Patrick O'Duffy, Greg Stolze e Chuck Wendig, Hunter: Fall from Grace, 2002, WW8135, ISBN 1-58846-708-2. Manuale per l'anno dei dannati
- Hunter: First Contact, WW8131, ISBN 1-58846-704-X
- Mustafa Bashir e Lucien Soulban, Hunter: Holy War, 2001, WW8130, ISBN 1-58846-702-3. Descrizione dei cacciatori nel Medio Oriente.
- Hunter: Utopia, WW8133, ISBN 1-58846-706-6
- Hunters Survival Guide, 1999, WW8102, ISBN 1-56504-737-0. Una descrizione generale del Mondo di tenebra per giocatori e narratori.
- Tim Dedopulos, Hunter Apocrypha, 2000, WW8108, ISBN 1-56504-744-3. Il libro fittizio del Mondo di Tenebra Apocrypha

Splatbook dedicati ai vari credi dei cacciatori:
- Michael Lee, Greg Stolze, 2000, Hunter Book: Avenger, WW8103, ISBN 1-56504-739-7
- Angek McCoy, Wayne Peacock e Greg Stolze, Hunter Book: Defender, 2000, WW8104, ISBN 1-56504-740-0
- Phillipe R. Boulle, Tim Dedopulos e Greg Stolze, Hunter Book: Hermit, 2001, WW8112, ISBN 1-56504-748-6
- Phillipe R. Boulle, Ken Cliffe e Adam Tinworth, Hunter Book: Innocent, 2000, WW8106, ISBN 1-56504-742-7
- Michael Lee, Michael Mearls, John Snead e Greg Stolze, Hunter Book: Judge, WW8107, 2000, ISBN 1-56504-743-5
- Phillipe R. Boulle e Michael Lee, Hunter Book: Martyr, 2000, WW8109, ISBN 1-56504-745-1
- Tim Dedopulos e Greg Stolze, Hunter Book: Redeemer, 2000, WW8110, ISBN 1-56504-746-X
- Tim Dedopulos e Adam Tinworth, Hunter Book: Visionary, 2001, WW8111, ISBN 1-56504-747-8
- Ed Hall, Mike Lee e Adam Tinworth, Chuck Wendig, Hunter Book: Wayward, 2002, WW8113, ISBN 1-58846-703-1

Enemy Group: una serie di manuali dedicati ai gruppi avversari dei cacciatori
- Richard E. Dansky, Ed Hall, Michael Lee, Adam Tinworth, Hunter: The Walking Dead, 2000, WW8105, ISBN 1-56504-741-9
- Matthew McFarland, Ethan Skemp e Adam Tinworth, Hunter: The Moonstruck, 2002, WW8134, ISBN 1-58846-707-4
- Justin Achilli, Matthew McFarland e Michael Mearls, Hunter: The Nocturnal, 2002, WW8132, ISBN 1-58846-705-8
- Rick Chillot, Steve Kenson, Mike Lee, Adam Tinworth e Peter Woodworth, Hunter: The Infernal, 2003, WW8137, ISBN 1-58846-710-4
- Kraig Blackwelder, Wayne Peacock e Chuck Wendig, Hunter: The Spellbound, 2003, WW8136, ISBN 1-58846-709-0
- Rick Chillot e Chuck Wendig, Hunter: Urban Legends, 2003, WW8138, ISBN 1-58846-711-2

## Opere derivate

### Romanzi
I seguenti romanzi, basati sull'ambientazione, sono stati pubblicati dalla White Wolf:
- Stewart Wieck (a cura di). Inherit the Earth (WW11903). Antologia di racconti
- Carl Bowen, Predator & Prey: Vampire, 2000, WW11700
- Gherbod Fleming, Predator & Prey: Judge, 2000, WW11701
- Gherbod Fleming, Predator & Prey: Werewolf, 2001, WW11702
- Gherbod Fleming, Predator & Prey: Jury, 2001, WW11703
- Carl Bowen, Predator & Prey: Mage, 2001, WW11704
- Gherbod Fleming, Predator & Prey: Executioner, WW11705

### Videogiochi
Sono stati prodotti tre videogiochi, tutti in stile Gauntlet:
- Hunter: The Reckoning per Xbox e GameCube
- Hunter: The Reckoning: Wayward per la PlayStation 2
- Hunter: The Reckoning: Redeemer per Xbox